# Adrien Duvillard (Skirennläufer, 1969)
Adrien Duvillard (* 8. Februar 1969 in Megève) ist ein ehemaliger französischer Skirennläufer. Er war besonders in den Disziplinen Abfahrt und Super-G erfolgreich.

## Biografie
Der Sohn von Adrien Duvillard senior und Neffe von Henri Duvillard, die beide ebenfalls erfolgreiche Skirennläufer waren, begann seine Karriere mit Einsätzen bei FIS-Rennen und im Europacup. Die ersten Rennen im Weltcup bestritt er 1991. Erstmals Weltcuppunkte holte er am 17. Januar 1992, als er auf der Streif in Kitzbühel auf den 17. Platz fuhr; einen Tag später wurde er Achter.
In der Folge etablierte sich Duvillard im Mittelfeld, wobei seinen Leistungen sehr stark schwankten. Den größten Erfolg feierte er am 19. März 1993, als er überraschend die Weltcup-Abfahrt in Kvitfjell gewann. Diesen Erfolg konnte er in den folgenden Jahren nicht bestätigen, wenngleich er mehrmals unter die besten zehn fuhr. 1998 schied er bei seiner einzigen Teilnahme an Olympischen Spielen sowohl in der Abfahrt als auch im Super-G aus, das beste Ergebnis bei Weltmeisterschaften ist ein elfter Platz.
Duvillard trat Ende der Saison 1997/98 vom Spitzensport zurück. Er war mit Sophie Lefranc-Duvillard verheiratet, die ebenfalls Skirennläuferin war und im April 2017 verstorben ist.

## Erfolge

### Weltmeisterschaft
- Morioka 1993: 26. Abfahrt
- Sierra Nevada 1996: 11. Abfahrt, 18. Kombination, 28. Super-G

### Weltcup
- 12 Platzierungen unter den besten zehn, davon 1 Sieg:

| Datum         | Ort       | Land     | Disziplin |
| ------------- | --------- | -------- | --------- |
| 19. März 1993 | Kvitfjell | Norwegen | Abfahrt   |

### Juniorenweltmeisterschaft
- Bad Kleinkirchheim 1986: 12. Abfahrt
- Sälen 1987: 15. Riesenslalom

### Französische Meisterschaften
- 4 französische Meistertitel (Abfahrt 1988, Super-G 1992 und 1993, Slalom 1990)